# Brenda Jones (Politikerin)

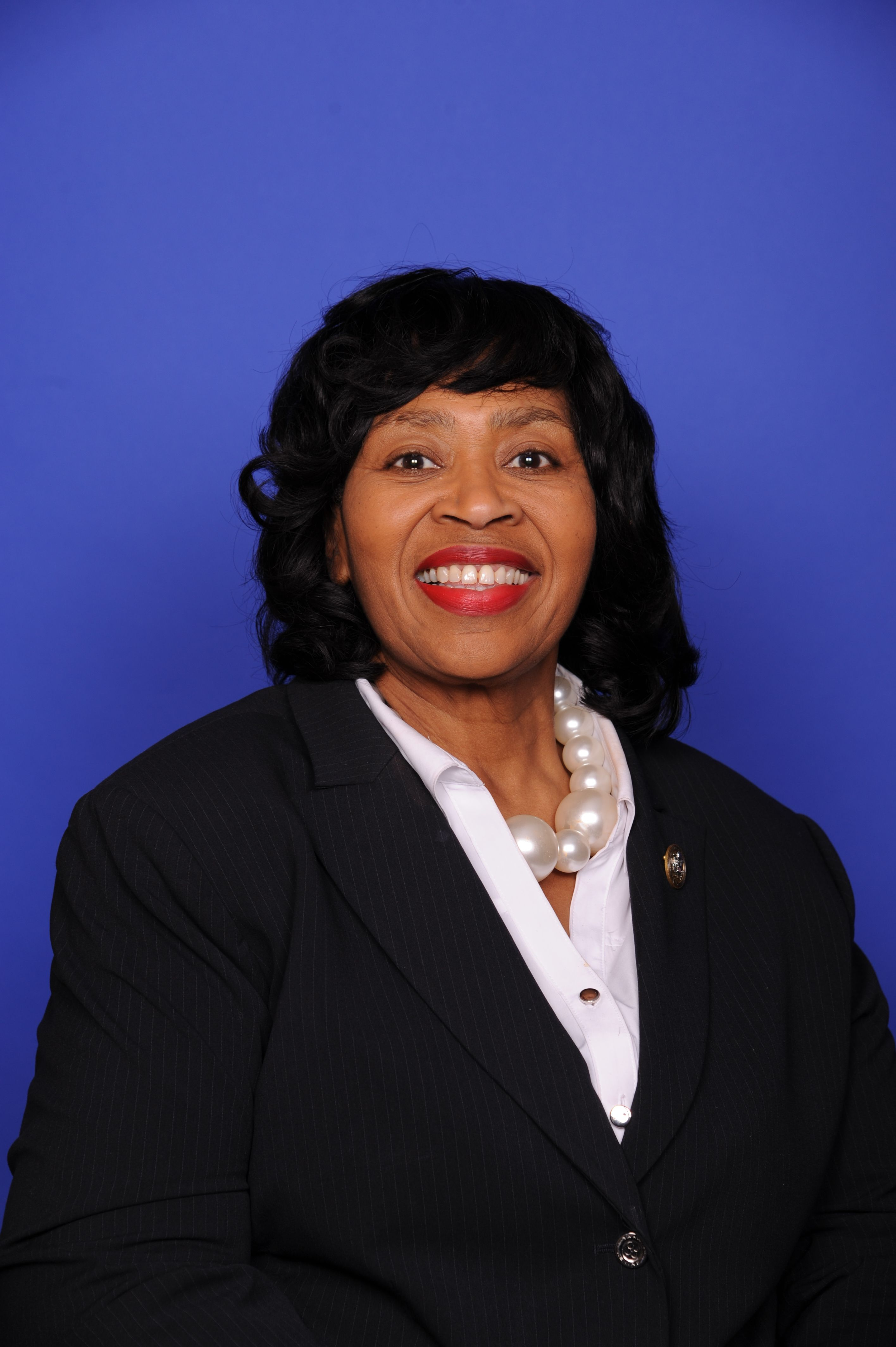
Brenda Jones (2019)

Brenda B. Jones (* 24. Oktober 1959 in Birmingham, Alabama, Vereinigte Staaten) ist eine US-amerikanische Politikerin. Als Mitglied der Demokratischen Partei war sie vom 6. November 2018 bis zum 3. Januar 2019 Inhaberin des 13. Sitzes des Bundesstaates Michigan im Repräsentantenhaus der Vereinigten Staaten.

## Leben
Brenda Jones wurde am 24. Oktober 1959 in Birmingham im Bundesstaat Alabama geboren. Ihr Vater zog während der Great Migration nach Detroit. Sie besuchte die Schule in Detroit und schloss die Cass Technical High School ab. Sie erhielt den Bachelor of Arts in Psychologie an der Wayne State University.

## Berufliche Karriere
Jones arbeitete für Michigan Bell, das zu AT&T gehört, und wurde zur Detroit-Präsidentin in der Gewerkschaftsvereinigung Communications Workers of America gewählt. Sie war Vorstandsmitglied der Detroit Economic Growth Corporation und der Detroit Transportation Commission.

## Politische Karriere
2005 wurde Brenda Jones in den Detroit City Council gewählt und 2014 wurde sie gegen Saunteel Jenkins zum Präsidenten des Councils gewählt.
Nach dem Rücktritt von John Conyers aus dem Repräsentantenhaus 2017 wurde 2018 eine spezielle Wahl für Michigan abgehalten, um den 13. Sitzes des Bundesstaates Michigan im Repräsentantenhaus der Vereinigten Staaten zu besetzen. Jones gewann die demokratische Vorwahl zu dieser speziellen Wahl mit 37,7 Prozent der Stimmen gegen Rashida Tlaib, die 35,9 Prozent errang.
Die Sonderwahl zum 13. Sitz des Bundesstaates Michigan im Repräsentantenhaus der Vereinigten Staaten am 6. November 2018 gewann Brenda Jones gegen Marc Joseph Sosnowski von der Constitution Party (U.S. Taxpayers) mit 8,9 Prozent der Stimmen. Den dritten Platz belegte D. Etta Wilcoxon von der Green Party mit 4,3 Prozent der Stimmen.
Die reguläre Vorwahl der Demokratischen Partei, die ebenfalls am 7. August 2018 abgehalten wurde, verlor Jones gegen Rashida Tlaib. Da Rashida Tlaib die reguläre Wahl gewann, ist seit Januar 2019 Tlaib Inhaberin des 13. Sitzes für Michigan im Repräsentantenhaus der Vereinigten Staaten.